# ALP (自動車)
ALPは、1920年にブリュッセルのde:Automobiles Leroux-Pisartが製造したベルギーの自動車。
2121ccの自動車で当時のチーフエンジニア（Métallurgique）がデザインした。